# Bieito Iglesias
Bieito Iglesias Araúxo es un escritor gallego, nacido en Orense el 8 de enero de 1957.

## Trayectoria
Hijo de emigrantes, es licenciado en Historia y profesor de lengua y literatura gallega. Colabora en periódicos y revistas como A Nosa Terra, La Voz de Galicia, Grial o Tempos Novos. Tradujo a Arthur Conan Doyle al gallego.

## Obras en gallego

### Narrativa
- Aventura en Nassau, 1991, Generales (relatos).
- Viento de seda, 1992, Generales (novela).
- Miss Orense, 1994, Galaxia (relatos).
- Cuenta los latidos, 1995, Nigra (relato).
- El mejor francés de Barcelona, 1999, Galaxia (novela). Traducida al castellano, como Él mejor francés de Barcelona, en Pulp Books, en el 2010.
- La historia se escribe de noche, 2001, Galaxia (novela).
- La vida apoteósica, 2001, Generales (novela).
- Amor y música ligera, 2004, Galaxia (relatos).[1]
- Pan y cuchillo, 2008, Galaxia (novela).
- Cuentos de la tierra de la tarde, 2011, Galaxia (relatos).

### Literatura infantil y juvenil
- La noche de las cabras del aire, 1999, Generales.

### Ensayos y artículos periodísticos
- Barcos a pique, 2005, Universidad de Santiago de Compostela.
- El que nada no se ahoga, 2010, Amastra-N-Gallar.
- El oro de Orense, 2015, Engañarte Ediciones.

### Poesía
- La última música de las cosas, 2014, PEN Club de Galicia.

### Traducciones
- Las aventuras de Sherlock Holmes, de Arthur Conan Doyle, 1995, Galaxia. Con Manuel Vázquez.
- Un estudio en escarlata, de Arthur Conan Doyle, 1995, Galaxia. Con Manuel Vázquez.
- La faz amarilla: una aventura de Sherlock Holmes, de Arthur Conan Doyle, 1995, Galaxia. Con Manuel Vázquez.
- Las memorias de Sherlock Holmes, de Arthur Conan Doyle, 1995, Galaxia. Con Manuel Vázquez.
- El signo de los cuatro, de Arthur Conan Doyle, 1995, Galaxia. Con Manuel Vázquez.
- El perro de los Baskerville, de Arthur Conan Doyle, 1996, Galaxia. Con Manuel Vázquez.
- El último adiós, de Arthur Conan Doyle, 1996, Galaxia. Con Manuel Vázquez.
- El valle del terror, de Arthur Conan Doyle, 1996, Galaxia. Con Manuel Vázquez.
- El archivo de Sherlock Holmes, de Arthur Conan Doyle, 1997. Con Manuel Vázquez.

### Obras colectivas
- Cuatro ensayos sobre la izquierda nacionalista, 1990, Sotelo Blanco.
- Chilla libertad, 1996, Galaxia.
- Una línea en el cielo (58 narradores gallegos 1979-1996), 1996, Generales.
- El relato de Isadora Forxán, en Nuevo de estreno, 1997, BNG.
- Palabras con fondo, 2001, Hondo Gallego de Cooperación y Solidaridad.
- La poesía es el gran milagro del mundo, 2001, PEN Clube de Galicia.
- Larga lengua, 2002, Generales.
- Materia prima: relatos contemporáneos, 2002, Generales.
- Alma de la orilla, 2003, Asociación de Escritores en Lengua Gallega.
- Carlos Casares. La semilla aquecida de la palabra, 2003, Consejo de la Cultura Galega.
- Narradio. 56 historias en el aire, 2003, Generales.
- Cuentos de la baiuca, 2006, Espiral Mayor.
- Poetas y Narradores en sus voces (Vol. II), 2006, Consello da Cultura Galega.
- Devolverles la palabra. Homenaje a los represaliados del franquismo, 2006, Difusora.
- Tierras de Orense, O Ribeiro, O Carballiño, 2008, La Voz de Galicia.
- Marcos Valcárcel. El valor de la generosidad, 2009, Difusora.
- En defensa del Poleiro. La voz de los escritores gallegos en Celanova, 2010, Toxosoutos.

## Premios
- Ganador del Premio Modesto R. Figueiredo en el 1988, por Luanda.
- Premio Merlín en el 1999, por La noche de las cabras del aire.
- Premio García Barros de novela en el 2001, por La historia se escribe de noche.
- Certamen Manuel Murguía de narraciones breves en el 2003, por Comentario al Apocalipsis, ex aequo con Paula San Vicente.
- Premio Roberto Blanco Torres de Periodismo en el 2004, por Barcos a pique.
- Premio de la Asociación de Escritores en Lengua Gallega a la mejor trayectoria de periodismo cultural en el 2011, concedido en 2012.

## Obra en castellano

### Narrativa
- Bajo las más bellas estrellas, 1999, Algaida (Sevilla) (novela).